# Adenanthera intermedia
Adenanthera intermedia är en ärtväxtart som beskrevs av Elmer Drew Merrill. Adenanthera intermedia ingår i släktet Adenanthera och familjen ärtväxter. IUCN kategoriserar arten globalt som sårbar. Inga underarter finns listade i Catalogue of Life.